# Reinhard Becker (Grafikdesigner)
Reinhard Becker (* 10. September 1954 in Gütersloh) ist ein deutscher Grafik-Designer, Verleger und Autor, der 1978 das Sonnenblumen-Logo der Partei Die Grünen mit entworfen hat.

## Bedeutung
Reinhard Becker ist Mitinhaber der Grafik Werkstatt Gmbh & Co KG, einem deutschen Verlag für Postkarten, Geschenkartikel, Geschenkbücher und Kalender mit Hauptsitz in Gütersloh. Der Grafik-Designer entwarf 1978 für die Grüne Liste Umweltschutz in Niedersachsen sowie für die spätere Partei Die Grünen, gemeinsam mit den damaligen Mitinhabern des Verlags, Jochen Mariss und Bernd Löffler, ein Wahlkampf-Plakat mit gelben Sonnenblumen auf grünem Grund. Die Sonnenblumen-Plakate sollten an Häuserwänden und Bauzäunen aneinandergeklebt das Bild einer Wiese entstehen lassen. Das Plakat diente als Vorlage für das spätere Parteilogo, das bis heute jene Sonnenblume enthält.

## Werke (Auswahl)
- Alles wird gut – das kleine Buch der Zuversicht, Grafik Werkstatt Bielefeld, August 2004, ISBN 978-3-923902-51-4
- Geniesse den Tag – ein kleines Buch der Lebensfreude, Grafik Werkstatt Bielefeld, April 2005, ISBN 978-3-923902-55-2
- Gut, dass es dich gibt – das kleine Buch über die Freundschaft, Dezember 2005, ISBN 978-3-923902-64-4
- Sternenstaub – das kleine Buch der Träume, Grafik Werkstatt Bielefeld, August 2004, ISBN 978-3-923902-50-7
- Von ganzem Herzen – ein kleines Buch über die Liebe, Grafik Werkstatt Bielefeld, Februar 2004, ISBN 978-3-923902-42-2
- Zu neuen Ufern – das kleine Buch der Wandlungen, Grafik Werkstatt Bielefeld, Februar 2004, ISBN 978-3-923902-41-5